# Archos

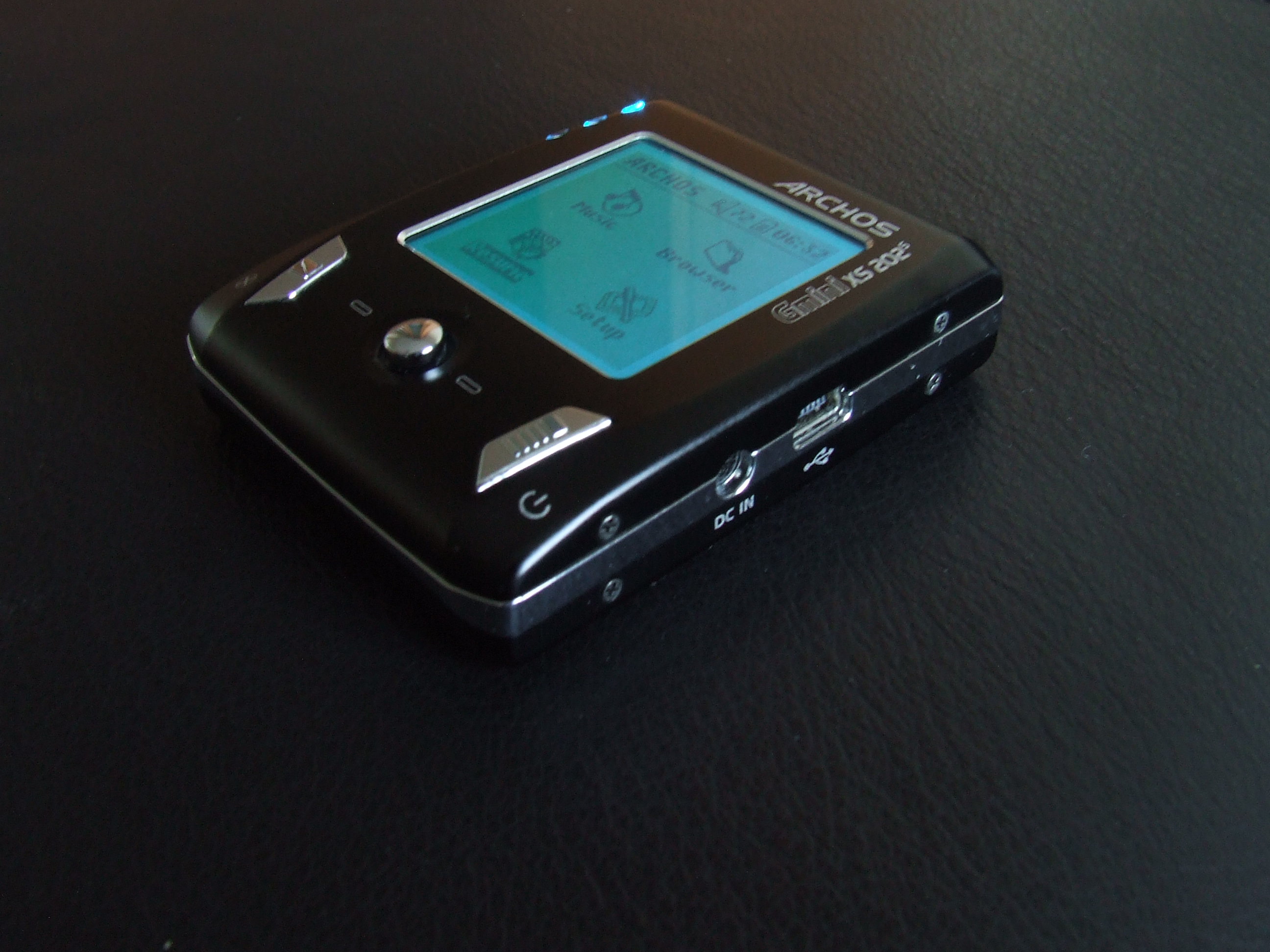
Archos Gmini XS 202s

Archos är en fransk hemelektroniktillverkare. Namnet är ett anagram av företagets styrelseordförande Henri Crohas efternamn, som betyder mästare på grekiska.
Archos producerar olika hemelektronikprodukter, såsom handdatorer, digitala ljudspelare och digitala videoinspelare.